# Iguanura cemurung
Iguanura cemurung är en enhjärtbladig växtart som beskrevs av Chong Keat Lim. Iguanura cemurung ingår i släktet Iguanura och familjen Arecaceae. Inga underarter finns listade i Catalogue of Life.